# Callambulyx amanda
Callambulyx amanda là một loài bướm đêm thuộc họ Sphingidae. Nó được tìm thấy ở Miến Điện, Thái Lan, Malaysia, Sumatra, Borneo và Philippines.
Nó tương tự như Callambulyx rubricosa.